# Шахе (посёлок)
Шахе́ (адыг. Шэхэ) — микрорайон в Лазаревском районе «города-курорта Сочи» в Краснодарском крае.

## География
Микрорайон находится на левом берегу реки Шахе, выше посёлка Головинка. Расположен в 28 км к юго-востоку от районного центра — Лазаревское, в 44 км к северо-западу от Центрального Сочи и в 260 км к югу от города Краснодар (по дороге). Расстояние от микрорайона до морского побережья составляет 2 км. 
Граничит с землями населённых пунктов: Малый Кичмай на северо-востоке, Головинка на юго-западе и Ахинтам на севере. Через микрорайон проходит автодорога идущая вдоль левобережья реки Шахе из Головинки в Малый Кичмай. 
Шахе расположен в предгорной зоне, на южном склоне Главного Кавказского хребта. Рельеф местности в основном холмистая и понижается к долине реки Шахе. Практически всё население микрорайона проживает в понижениях вдоль речной долины. Средние высоты на территории микрорайона составляют около 80 метров над уровнем моря. Абсолютные высоты достигают 300-400 метров. В окрестностях посёлка разбиты чайные плантации, считающиеся самыми северными в мире. 
Гидрографическая сеть представлена бассейном реки Шахе. В пределах микрорайона в Шахе впадают несколько мелких речек. К югу от микрорайона проходит водораздельный хребет между реками Шахе и Осохой. Местность также богата родниками. 
Климат в микрорайоне влажный субтропический. Среднегодовая температура воздуха составляет около +13,7°С, со средними температурами июля около +24,3°С, и средними температурами января около +6,2°С. Среднегодовое количество осадков составляет около 1450 мм. Основная часть осадков выпадает зимой. 

## История
Первые поселения в устье реки Шахе возникли в эпоху каменного века. В античные времена река являлась естественной границей между племенами зихов и санигов. 
С эпохи средневековья до середины XIX века река Шахе представляла собой естественную границу между шапсугами и убыхами. 
В 1864 году после завершения Кавказской войны, практически всё местное население было выселено в Османскую империю, за нежелание подчиняться иноверному русскому царю. В результате низовья реки Шахе опустели на несколько лет. 
В 1870-х годах, на месте где ныне находится посёлок Шахе, начали селиться русские переселенцы. В конце XIX века остатки черкесов продолжавших скрываться в горах, перестали преследовать и им было разрешено осесть в предгорных районах причерноморского побережья. 
Современноый посёлок Шахе был основан как отсёлок Головинки и протянулся узкой полосой на 1,5 км вдоль левобережья одноимённой реки Шахе. 
10 февраля 1961 года посёлок Шахе был включён в состав города-курорта Сочи, с присвоением населённому пункту статуса внутригородского микрорайона. 
Ныне основное население микрорайона составляют адыги-шапсуги и русские. 

## Экономика
Основную роль в экономике микрорайона играют сельское хозяйство и туризм. 
В окрестностях Шахе разбиты чайные плантации, которые подпитываются водами из рек. Эти чайные плантации считаются самыми северными в мире. 
В окрестных холмах растут фруктовые сады. Также со времён Кавказской войны сохранились — Старые Черкесские сады, которые были заброшены депортированными черкесами.  
Также через посёлок проходит дорога ведущая к водопадам в пойме реки Шахе. 

## Улицы
В микрорайон всего одна улица — Заречная. 